# Teucholabis megaphallus
Teucholabis megaphallus är en tvåvingeart som beskrevs av Alexander 1968. Teucholabis megaphallus ingår i släktet Teucholabis och familjen småharkrankar.
Artens utbredningsområde är Colombia. Inga underarter finns listade i Catalogue of Life.